# 5. domobranska pukovnija
5. domobranska pješačka pukovnija Pula (k.k. Landwehrinfanterieregiment „Pola“ Nr. 5) bila je postrojba u sastavu carskog i kraljevskog domobranstva Austro-ugarske vojske. Stožer pukovnije bio je u Puli.

## Povijest
Osnovana je 1889. godine u Linzu. Između 1903. i 1905. prva bojna bila je smještena u Trstu, druga u Gorici, a treća u Puli. 1906. zapovjedništvo i sve bojne sele se u Pulu, no već iste godine druga bojna vraća se u Goricu, gdje je boravila do 1908., kad se trajno smješta u Pulu. 1914. pukovnija je bila u sastavu 45. pješačke brigade c. kr. domobranstva, u sklopu 22. divizije, podređena III korpusu, odnosno Drugoj armiji.
Izbijanjem Prvog svjetskog rata postrojba se šalje na istočno bojište. Krajem 1914. i početkom 1915. pukovnija je sudjelovala u borbi protiv Rusije u Galiciji, uglavnom u okolici Bresta. U prosincu 1914. neke bojne borile su se u blizini Giżycka. Dio poginulih vojnika pokopan je na vojnom groblju u Paprotki (en.), danas u Varminsko-mazurskom vojvodstvu na sjeveroistoku Poljske.
U listopadu 1915. dvije bojne djeluju kao obrana ratne luke Pula. U lipnju 1916. jedna bojna dodijeljena je XIII. hrvatsko-slavonskom korpusu. Ostatak rata pukovnija je uglavnom provela na talijanskom bojištu. Kako je u svibnju 1917. car Karlo I. odlučio u počast hrabrog držanja preimenovati cijelo carsko-kraljevsko domobranstvo iz Landwehr u Schützen (strijelci), ime postrojbe se promijenilo u 5. Schützenregiment (SchR).

## Etnički sastav
Slovenci 45%, Hrvati 22%, Talijani 20%, ostali 8%.

## Stožer 1914.
Stožerni časnici u lipnju 1914. bili su potpukovnici Eugen Vučinić, Bernhard Zahn, Georg Mitrović i Heinrich Mandolfo te bojnici Edmund Lazar, Petar Franičević i Emil Ritter von Fischer.

## Zapovjednici
- 1898. Camillo Obermayer von Marnach[5]
- 1903. – 1904. - puk. Alois Zobel
- 1905. - puk. Georg Klikić
- 1906. - puk. Maximilian Guilleaume
- 1907. – 1911. - puk. August Hajeck
- 1912. – 1914. - puk. Richard Keki[6][7]